# Packard Twin Six
Packard Twin Six – samochód amerykańskiej marki Packard produkowany w latach 1916–1923, od tzw. 1 do 3 serii aut tej marki. Chwilowo przywrócono nazwę Twin Six dla modelu z rocznika 1932 (9 serii), jednak szybko przemianowano go na model Twelve.
Model Twin Six był odpowiedzią firmy Packard na model V-8 Cadillaca z 1915 roku. Był to pierwszy na świecie samochód z dwunastocylindrowym silnikiem o widlastym układzie cylindrów.
W latach 1916–1923 budowano cztery rodzaje modelu Twin Six: 1-25, 1-35, 2-25, 3-25 oraz 3-35. Wszystkie o pojemności 6950 cm3. Różniły się rozstawem osi: 25 i 35 cali, stąd takie oznaczenia modeli. Odmiany 1-25, 1-35 (rok 1915/1916), 2-25 i 2-35 (rok 1916/1917) miały moc 88 KM. Zaś odmiany 3-25 (1918/1919) oraz 3-35 (1918/1923) wyposażono w silniki o mocy 90 KM przy 2600 obr./min. 

Układ zasilania był gaźnikowy, skrzynia biegów trzybiegowa mechaniczna, napęd na tylne koła, hamulce bębnowe działające tylko na tylne koła, a prędkość maksymalna ok. 112 km/h. Zużycie paliwa szacowano na 20 l/ 100 km.
Modelu Twin Six używał prezydent USA Warren Harding. Jechał w nim w trakcie uroczystości zaprzysiężenia na stanowisko głowy państwa.

W 1916 wyprodukowano ok. 7,7 tys. egzemplarzy a rok później ok. 8,9. Natomiast modeli z roczników 1915 - 1917 z taśmy produkcyjnej zeszło ok. 16,6 tys. a modeli 1918 - 1923 ok. 18,3 tys. Łącznie Twin Six w ciągu 9 lat sprzedał się w liczbie 35 tys. sztuk zapewniając firmie Packard wysoką renomę i znaczne zyski.
Występował w licznych odmianach nadwozia: Limousine, Touring itp.

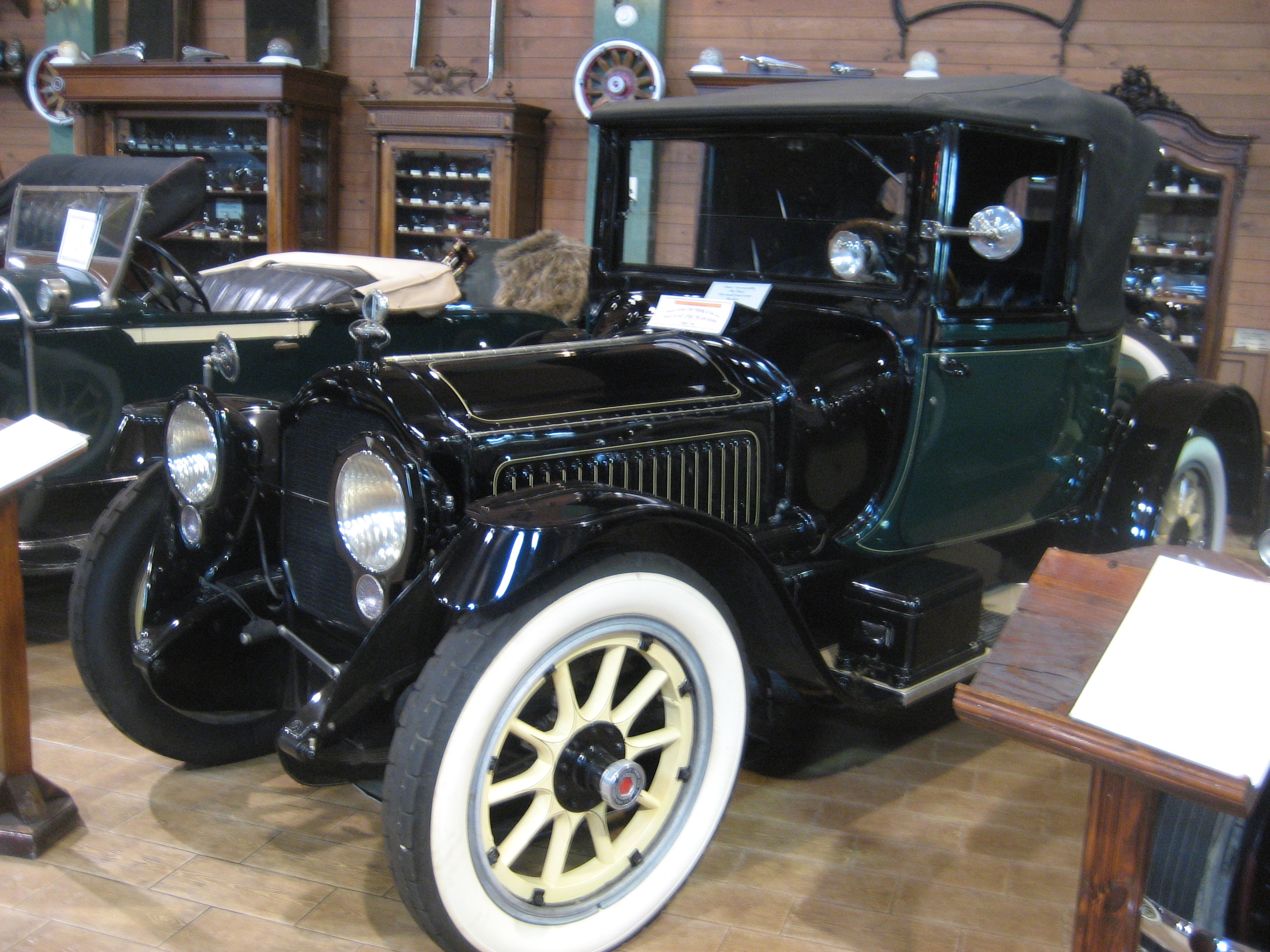
Twin Six Coupe (1917)

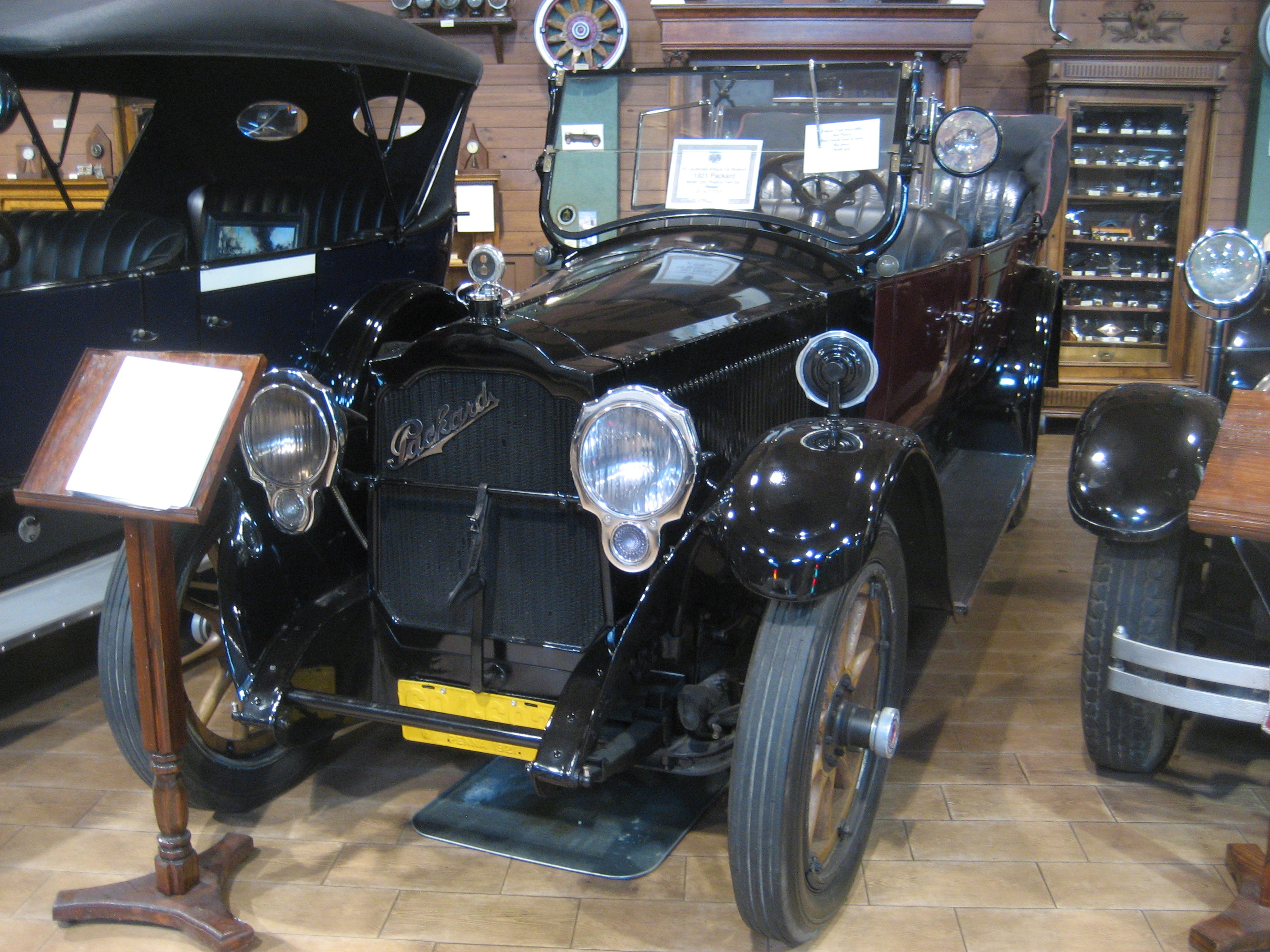
Twin Six Touring (1921)